# Audible
Audible （オーディブル）とは、プロフェッショナルのナレーターによる朗読で、オーディオエンターテインメント・情報・教育関連のコンテンツを制作・配信しているAudible Inc. の通称であり、またそのサービスを言う。
本社はアメリカ合衆国ニュージャージー州ニューアークにあり、自社の制作スタジオを持つ。アメリカ・イギリス・ドイツ・フランス・オーストラリアに続いて、2015年7月に日本でサービスを開始。日本では月額1,500円で全タイトル聴き放題の定額制サービスを提供している。
2017-2018年時点で38言語のオーディオブックを配信。
2008年よりAmazon.com傘下。
日本での拠点は、アマゾンジャパン合同会社オーディブル事業部。

## 歴史
1995年。
ドン・カッツがアメリカで創業
1997年
ポータブルデジタルオーディオプレーヤーを発売。
2008年
Amazon.comの傘下に入る。
2012年
Kindleと連携して、途中まで読んだKindle本の続きをオーディブルで聴ける「ウィスパーシンクフォーボイス」のサービス開始。
2015年
日本でのサービスを開始。世界に先駆けて、日本のコンテンツを月額定額制サービスで提供。

## 対応端末
2016年6月現在、Android, iPad, iPhoneのみ対応。